# Clorinda Corradi
Clorinda Corradi Pantanelli (Urbino, 27 de novembre de 1804 – Santiago de Xile, 29 de juny de 1877) fou una contralt italiana.
Fou una de les contralts italianes més famoses de la primera meitat del segle xix. Algunes de les seves interpretacions, inclosa la de Lluís V de França de l'òpera Ugo, Conte di Parigi de Gaetano Donizetti, van ser les primeres dels rols interpretats. Va cantar a Itàlia, Espanya, Cuba, els Estats Units d'Amèrica, Perú i Xile.

## Origen familiar
Clorinda provenia d'una família noble -els Corradi havien estat agregats a la Segona Classe Noble d'Urbino el 1749- que a finals del segle xviii s'havia incorporat al govern napoleònic, amb un oncle de Clorinda, Giovan Battista Corradi, com a diputat de la ciutat d'Urbino el 1797. Aquesta implicació de la família va tenir greus conseqüències econòmiques i socials per als seus membres després de la Restauració Pontifícia.

## Biografia
Clorinda Corradi va néixer a Urbino el 27 de novembre de 1804, filla del noble Filippo i de la noble dama Vittoria Peroli. A causa de greus disputes legals, especialment amb la família Albani amb qui els Corradi havien establert importants interessos econòmics, Clorinda es va haver de dedicar molt jove a la vida del teatre, esdevenint una coneguda cantant. Als dinou anys va deixar l'escola del mestre de cant Filippo Celli i va debutar al modest teatre de Recanati a la temporada de carnaval de 1823, gaudint d'un gran èxit interpretant la part protagonista deL'italiana in Algeri i La Cenerentola de Gioacchino Rossini. El 1824, al Teatro San Marco de Liorna amb Elisabetta Manfredini i Raffaele Pantanelli va interpretar el paper d'Amaltea a Mosè in Egitto de Rossini i el de Publio Ebuzio a I bacchanalia de Roma de Pietro Generali.
Després de només dos anys de formació, la jova artista va ser contractada a la Pèrgola de Florència (1825) i a continuació va actuar a gairebé tots els altres teatres de primera línia d'Itàlia. Al Teatre La Fenice de Venècia va fer el 1829 el paper de Neocle a L'assedio di Corinto de Rossini amb Giuditta Grisi i Giovanni Battista Verger i la Leonora a l'estrena mundial de Rosmonda d'Inghilterra de Carlo Coccia amb Verger, Grisi i Marietta Brambilla. Al Teatro Donizetti de Bèrgam el 1829, amb Verger, interpretà Gionata de Jefte de Generali i Leodato de Gli arabi nelle Gallie de Giovanni Pacini. Al Teatro Comunale de Bolonya, encara el 1829, va ser Gionata a Il voto di Jefte de Generali, Romeo a Giulietta e Romeo de Nicola Vaccaj, Arsace a Semiramide de Rossini, amb Giuditta Pasta i Domenico Reina, i la protagonista de Tancredi de Rossini amb Pasta i Reina. Al Teatro Regio de Parma, amb Eugenia Tadolini, el 1829 interpretà Romeo a Giulietta e Romeo i el 1830 Tancredi i Faliero de Bianca e Falliero de Rossini.
La primavera de 1830, quan només tenia 26 anys, va actuar al Teatro della Cannobiana de Milà en el paper de Felicia a Il crociato in Egitto amb Verger; en el d'Isoliero a Le Comte Ory de Rossini, en l'estrena a la ciutat i en companyia del ja famós Gilbert Duprez, de Mariani i de Galli; en el d'Arsace a Aureliano in Palmira de Rossini amb Verger; en el de Zadig a Zadig e Astartea de Nicola Vaccaj: i el de Jenny a l'exitosa estrena mundial de Donna Bianca d'Avenello de Stefano Pavesi, obtenint els elogis de la severa crítica de la Gazzetta di Milano, que va elogiar la seva "bella veu, bon mètode, sentiment i ànima". Altres diaris també van elogiar l'extensió de la seva veu, una virtut que ja s'havia manifestat als seus primers oients.
Després de trepitjar els teatres més prestigiosos de la meitat d'Itàlia i d'haver recollit èxits a Espanya els anys 1832-33, es va traslladar a Amèrica del Sud la tardor de 1835 per a no tornar mai més a Europa.

## La vida a Amèrica
Entre 1835 i 1840 la Companyia Lirica de Raffaelle Pantanelli, amb el nom d'Havana Company, va residir a Cuba, traslladant-se a les temporades d'òpera de Nova Orleans i d'altres ciutats. La primavera i l'estiu de 1837 i l'hivern de 1842 van actuar a Nova Orleans amb Clorinda Corradi (contralt), Teresa Rossi (soprano) i Nestore Corradi. Van romandre a Cuba uns 5 anys fins a finals de 1839 sempre obtenint èxits principalment amb obres de Rossini, Donizetti i Vincenzo Bellini. El 2 de setembre de 1840, la companyia dirigida per Pantanelli, llavors ja marit de Corradi, on el seu germà Nestore Corradi també treballava com a escenògraf, es va traslladar de l'Havana al Perú debutant a Lima amb Giulietta e Romeo. Més tard es va traslladar junt amb tota la Companyia Lírica a Xile, a principis de 1844. A Santiago de Xile van debutar el 2 d'abril de 1844, al teatre de la Universitat amb I Capuleti e i Montecchi de Bellini, una obra que indicava un canvi estètic del públic: del bel canto es va passar a Giuseppe Verdi el 1850. El 1844 es va construir a Valparaíso un enorme i luxós teatre d'òpera amb 1.600 seients que es va inaugurar el desembre del mateix any, quan la companyia Pantanelli debutava a la ciutat. Els cantants integrats a la companyia van continuar treballant a Xile fins al 1856. Clorinda Corradi Pantanelli es va retirar dels escenaris el 1856. El seu marit Raffaele Pantanelli, que era un cantant mediocre, va invertir els seus estalvis en una empresa arriscada amb una societat francesa i va perdre gairebé tot.
Clorinda va voler tornar als escenaris però la seva veu li va fallar. Va haver d'acceptar el 1861 el càrrec de professora de cant que li va oferir el Conservatori Nacional de Santiago de Xile. Es va retirar com a professora el 1873 i tres parlamentaris xilens van demanar que se li concedís una pensió especial, informant al parlament.
Clorinda va tenir un fill, a qui va nomenar Romeo, el nom del protagonista de l'òpera de Bellini que era un dels punts forts del seu repertori, i una filla, Alaide Pantanelli Gaytan, que es va dedicar a l'art de la coreografia.
Corradi va morir a Santiago de Xile el 29 de juny de 1877, gairebé en la pobresa. Una pintura de Clorinda es conserva a Santiago de Xile al Museu d'Art Contemporani i representa a Clorinda a l'escena de la Norma de Bellini, obra del conegut pintor francès Raymond Monvoisin. Altres retrats seus es conserven a museus de Xile i el Perú.